# Felinia
Felinia é um gênero de traça pertencente à família Arctiidae.